# Larry Huras
Larry Robert Huras (Listowel, 8 luglio 1955) è un allenatore di hockey su ghiaccio ed ex hockeista su ghiaccio canadese.

## Carriera

### Giocatore
Ha debuttato nella National Hockey League il 27 febbraio del 1977 giocando per i New York Rangers, ma disputò solo due incontri. Giocò buona parte della sua carriera nelle più importanti leghe minori americane (AHL, IHL, OHA), per poi tentare l'avventura europea, in Francia.

### Allenatore
Nel 1994 abbandonò la carriera di giocatore per diventare allenatore. In Svizzera Huras ha allenato l'Hockey Club Ambrì-Piotta, gli ZSC Lions, l'HC Lugano e il SC Bern.
Il 2 novembre 2007, a 52 anni, ha firmato un contratto per il resto della stagione con gli Stavanger Oilers, nel massimo campionato norvegese. Nella stagione 2008-09 ha allenato la squadra austriaca dell'EC Villacher SV e nell'aprile del 2009 ha firmato un contratto con la squadra svizzera del SC Bern. Dopo essere stato sollevato dall'incarico di allenatore della compagine bernese, nell'ottobre 2011 Huras è stato ingaggiato dall'HC Lugano, dove aveva vinto il titolo di campione svizzero nel 2003. Al termine della stagione 2012-13 Huras fu sollevato dal proprio incarico.
Dopo un anno da consulente per l'EHC Red Bull München Huras nell'estate del 2014 diventò il nuovo allenatore dell'ERC Ingolstadt, squadra campione di Germania in carica.

## Statistiche
Statistiche aggiornate a ottobre 2013.

### Giocatore

#### Club
| Stagione | Squadra                 | Stagione regolare | Stagione regolare | Stagione regolare | Stagione regolare | Stagione regolare | Stagione regolare | Playoff | Playoff | Playoff | Playoff | Playoff |
| Stagione | Squadra                 | Lega              | P                 | G                 | A                 | Pt                | PIM               | P       | G       | A       | Pt      | PIM     |
| -------- | ----------------------- | ----------------- | ----------------- | ----------------- | ----------------- | ----------------- | ----------------- | ------- | ------- | ------- | ------- | ------- |
| 1971-72  | Elmira Sugar Kings      | WOHL              | -                 | -                 | -                 | -                 | -                 |         |         |         |         |         |
| 1972-73  | Kitchener Rangers       | OHA-Jr.           | 60                | 0                 | 7                 | 7                 | 55                |         |         |         |         |         |
| 1973-74  | Kitchener Rangers       | OHA-Jr.           | 67                | 4                 | 22                | 26                | 83                |         |         |         |         |         |
| 1974-75  | Kitchener Rangers       | OMJHL             | 68                | 4                 | 28                | 32                | 166               |         |         |         |         |         |
| 1975-76  | Port Huron Flags        | IHL               | 17                | 3                 | 9                 | 12                | 49                |         |         |         |         |         |
|          | Providence Bruins       | AHL               | 55                | 0                 | 12                | 12                | 102               | 3       | 0       | 1       | 1       | 9       |
| 1976-77  | New Haven Nighthawks    | AHL               | 48                | 0                 | 6                 | 6                 | 82                | 4       | 0       | 0       | 0       | 0       |
|          | New York Rangers        | NHL               | 2                 | 0                 | 0                 | 0                 | 0                 |         |         |         |         |         |
| 1977-78  | Salt Lake Golden Eagles | CHL               | 52                | 5                 | 7                 | 12                | 55                | 1       | 0       | 0       | 0       | 0       |
| 1978-79  | Dallas Black Hawks      | CHL               | 6                 | 0                 | 1                 | 1                 | 21                |         |         |         |         |         |
|          | Salt Lake Golden Eagles | CHL               | 32                | 1                 | 9                 | 10                | 52                | 7       | 0       | 0       | 0       | 15      |
| 1979-80  | Port Huron Flags        | IHL               | 77                | 3                 | 28                | 31                | 106               | 11      | 1       | 1       | 2       | 27      |
| 1980-81  | Grenoble                | France            | 10                | 1                 | 8                 | 9                 | -                 |         |         |         |         |         |
| 1981-82  | Grenoble                | France            | 28                | 5                 | 16                | 21                | -                 |         |         |         |         |         |
| 1982-83  | Grenoble                | France            | 27                | 5                 | 15                | 20                | -                 |         |         |         |         |         |
| 1983-84  | Gap                     | France            | 28                | 6                 | 14                | 20                | -                 |         |         |         |         |         |
| 1984-85  | Gap                     | France            | 32                | 4                 | 14                | 18                | -                 |         |         |         |         |         |
| 1985-86  | Gap                     | France            | 24                | 8                 | 4                 | 12                | -                 |         |         |         |         |         |
| 1986-87  | Gap                     | France            | 32                | 8                 | 22                | 30                | -                 |         |         |         |         |         |
| 1987-88  | Gap                     | France            | 33                | 5                 | 13                | 18                | 44                |         |         |         |         |         |
| 1988-89  | Rouen                   | France            | 42                | 2                 | 21                | 23                | 48                |         |         |         |         |         |
| 1989-90  | Rouen                   | France            | 27                | 1                 | 5                 | 6                 | 18                | 2       | 0       | 0       | 0       | 0       |
| 1990-91  | Rouen                   | France            | 28                | 1                 | 6                 | 7                 | 18                | 9       | 2       | 2       | 4       | 6       |
| 1991-92  | Rouen                   | France            | 24                | 0                 | 4                 | 4                 | 30                |         |         |         |         |         |
| 1992-93  | Rouen                   | France            | 1                 | 0                 | 0                 | 0                 | 0                 |         |         |         |         |         |
| 1993-94  | Rouen                   | France            | 9                 | 0                 | 2                 | 2                 | 12                |         |         |         |         |         |

### Allenatore

#### Club
| Stagione  | Squadra          | Lega    | Ruolo           | Note                                          |
| --------- | ---------------- | ------- | --------------- | --------------------------------------------- |
| 1991-1992 | Rouen            | France  | Player-Coach    |                                               |
| 1992-1993 | Rouen            | France  | Player-Coach    |                                               |
| 1993-1994 | Rouen            | France  | Player-Coach    |                                               |
| 1994-1995 | ZSC              | NLA     | Head Coach      |                                               |
| 1995-1996 | ZSC              | NLA     | Head Coach      |                                               |
| 1996-1997 | Ambrì-Piotta     | NLA     | Head Coach      |                                               |
| 1997-1998 | Ambrì-Piotta     | NLA     | Head Coach      |                                               |
| 1998-1999 | Ambrì-Piotta     | NLA     | Head Coach      |                                               |
| 1999-2000 | Ambrì-Piotta     | NLA     | Head Coach      |                                               |
| 2000-2001 | ZSC              | NLA     | Head Coach      | Vince il campionato                           |
| 2001-2002 | ZSC              | NLA     | Head Coach      | Licenziato il 6 novembre 2001                 |
| 2002-2003 | Lugano           | NLA     | Head Coach      | Vince il campionato                           |
| 2003-2004 | Lugano           | NLA     | Head Coach      |                                               |
| 2004-2005 | Lugano           | NLA     | Head Coach      |                                               |
| 2005-2006 | Lugano           | NLA     | Head Coach      | Rimpiazzato da Harold Kreis il 10 marzo 2006  |
| 2006-2007 | Ambrì-Piotta     | NLA     | Head Coach      | Rimpiazza Pekka Rautakallio                   |
| 2007-2008 | Stavanger Oilers | Norway  | Head Coach      |                                               |
| 2008-2009 | Villacher SV     | Austria | Head Coach      |                                               |
| 2009-2010 | Bern             | NLA     | Head Coach      | Vince il campionato                           |
| 2010-2011 | Bern             | NLA     | Head Coach      |                                               |
| 2011-2012 | Bern             | NLA     | Head Coach      | Licenziato il 21 ottobre 2011 dopo 17 partite |
|           | Lugano           | NLA     | Head Coach      | Rimpiazza Barry Smith                         |
| 2012-2013 | Lugano           | NLA     | Head Coach      | Licenziato il 2 aprile 2013                   |
| 2013-2014 | EHC München      | DEL     | Team Consultant |                                               |

## Palmarès

### Giocatore

#### Club
- Campionato francese: 4

 Dragons de Rouen: 1989-90, 1991-92, 1992-93, 1993-94

### Allenatore
- Campionato francese: 3

 Dragons de Rouen: 1991-92, 1992-93, 1993-94
- Campionato svizzero: 3

 ZSC Lions: 2000-01
 Lugano: 2002-03
 Berna: 2009-10
- IIHF Continental Cup: 3

 Ambrì-Piotta: 1998-99, 1999-00
 ZSC Lions: 2000-01
- Supercoppa IIHF: 1

 Ambrì-Piotta: 1999